# Retroclón

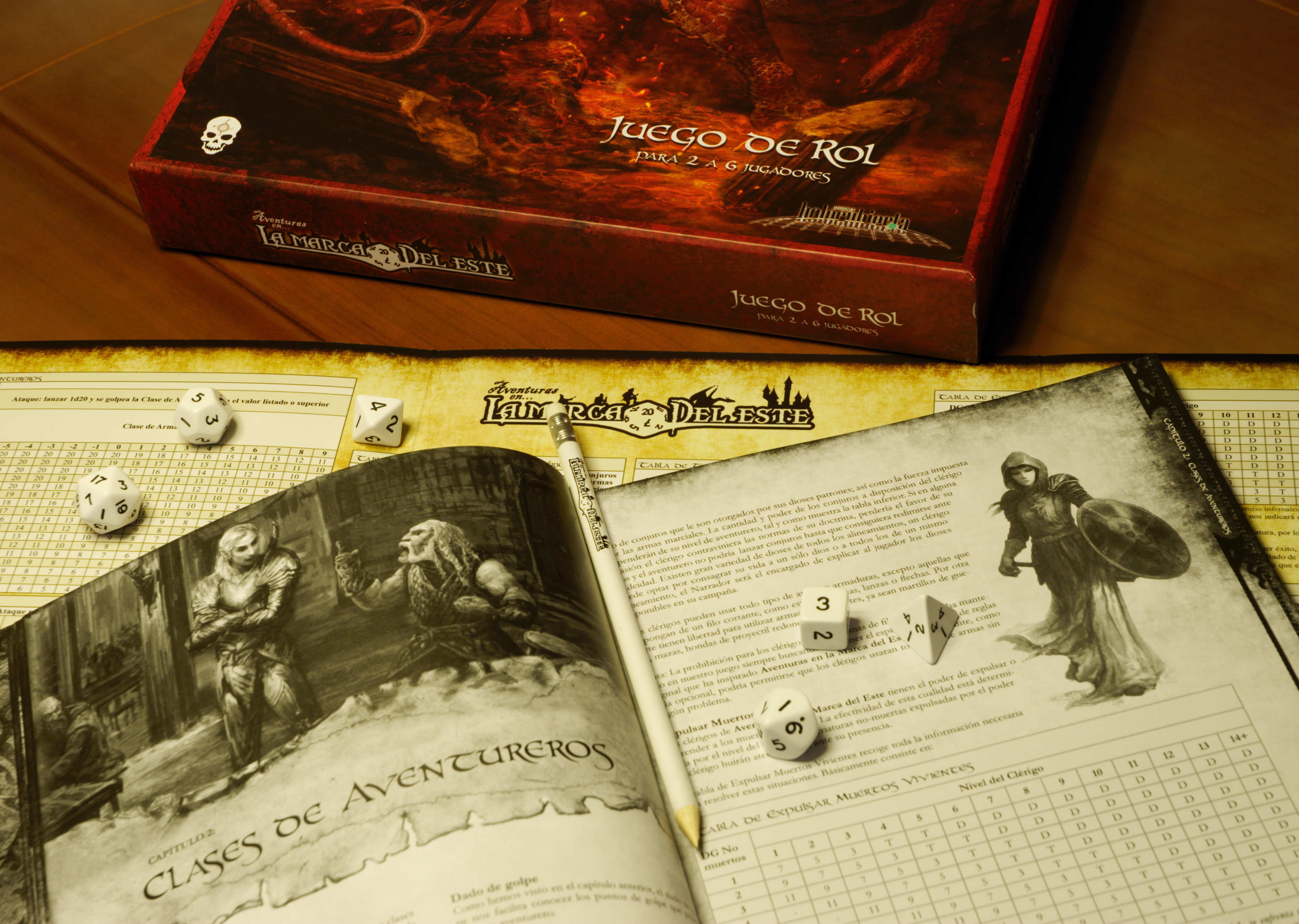
Un Retroclón es un juego que está basado en la versión original de otro. El término se emplea generalmente para referirse a juegos de rol de mesa retro (antiguo)

Un retroclón es un juego que emula, o está basado en, la versión original de otro anterior.
El término se emplea generalmente para referirse a los juegos de rol de mesa, aunque también, ocasionalmente, en el ámbito de los videojuegos (siendo parecido al concepto de retrogaming).

## Características
Los retroclones pretenden ser un "homenaje" a un juego antiguo, aunque en muchos casos copian directamente buena parte del sistema de juego, normalmente aprovechando que ya no hay derechos sobre él. 
Otros van un poco más allá y corrigen, actualizan o mejoran a su manera algunas de las posibles inconsistencias del reglamento original, aunque sin llevar a cabo grandes cambios en la mecánica del juego.
En la mayoría de los casos, esos reglamentos suelen ser compatibles con esa determinada edición del juego.

## Fenómeno social
El retroclón se ha convertido actualmente en todo un fenómeno social.
Hay quienes achacan esta repentina moda a la falta de novedades e innovaciones en los actuales sistemas de juego, mientras que otros consideran que existe un componente de nostalgia de los antiguos aficionados al rol.
Sea como fuere, las editoriales se han dado cuenta del filón comercial que representa esta demanda y muchas de ellas han sacado a la venta sus propios retroclones.
Lo habitual suele ser rescatar los juegos de corte clásico, siendo el tradicional Dungeons & Dragons uno de los más clonados.
Si bien en el mercado anglosajón es más habitual la presencia de retroclones (GORE, Dark Dungeons, Swords & Wizardry, Labyrinth Lord, Microlite74, Legends of the Ancient World…), en castellano no hay demasiados actualmente. Los más conocidos son Roll & Play, basado en las ediciones de AD&D, o Aventuras en la Marca del Este, sobre las ediciones de D&D Básico.